# Região Geográfica Intermediária de Irecê
A Região Geográfica Intermediária de Irecê é uma das dez regiões intermediárias do estado brasileiro da Bahia e uma das 134 regiões intermediárias do Brasil, criadas pelo Instituto Brasileiro de Geografia e Estatística (IBGE) em 2017. É composta por 29 municípios, distribuídos em duas regiões geográficas imediatas.
Sua população total estimada pelo Instituto Brasileiro de Geografia e Estatística (IBGE) para 1º de julho de 2018 é de 627 357 de habitantes, distribuídos em uma área total de 62 009,609 km².
Irecê é o município mais populoso da região intermediária, com 72 386 habitantes, de acordo com estimativas de 2018 do Instituto Brasileiro de Geografia e Estatística (IBGE).

## Regiões geográficas imediatas
| Região geográfica imediata                      | Municípios | População Estimativa 2018 | Área (km²) |
| ----------------------------------------------- | --- | ------------------------- | ---------- |
| Região Geográfica Imediata de Irecê             | América Dourada Barra do Mendes Barro Alto Bonito Cafarnaum Canarana Central Ibipeba Ibititá Irecê Itaguaçu da Bahia João Dourado Jussara Lapão Morro do Chapéu Mulungu do Morro Presidente Dutra São Gabriel Uibaí | 406 749                   | 23 215,920 |
| Região Geográfica Imediata de Xique-Xique-Barra | Barra Brotas de Macaúbas Buritirama Gentio do Ouro Ibotirama Ipupiara Morpará Muquém do São Francisco Oliveira dos Brejinhos Xique-Xique                                                                            | 220 608                   | 38 793,689 |
| Total                                           | 29 | 627 357                   | 62 009,609 |